# P-800 Oniks
P-800 Oniks (Yakhont / Bastion, NATO SS-N-26) gotovo je univerzalan ruski protubrodski krstareći projektil. Moguće ga je ispaliti iz vertikalnih podmorničarskih lansera, iz torpednih cijevi od 650 mm, sa zrakoplova ili s mobilnih obalnih lansera. Velika brzina (2,5 Macha), varijabilni profil leta, suvremena elektronika otporna na ometanje i domet 120-300 km (ovisno o inačici i profilu leta), daju ovom krstarećem projektilu vrlo velike šanse u proboju štita koji pruža američki obrambeni sustav AEGIS. Uveden je u operativnu uporabu 2002.
| P - 800 ONIX, YAKHONT / BASTION                                                                                   | P - 800 ONIX, YAKHONT / BASTION                           | USA / NATO NAZIV SS-N-26 | USA / NATO NAZIV SS-N-26                     |
| Osnovni podaci | Osnovni podaci                                            | Specifikacija            | Specifikacija                                |
| Zadaća | Protubrodska i protukopnena krstareća raketa dugog dometa | Duljina                  | 3,90 m                                       |
| Konstrukcija | SSSR (Rusija)                                             | Dijametar                | 0,70 m                                       |
| Primjena | Rusija, NR Kina, Indija, Iran                             | Dijametar na krilima     | 1,40 m                                       |
| U službi | RM Rusija                                                 | Lansirna težina          | 3000 - 3900 kg*                              |
| Razvoj od | 1985.                                                     | Domet                    | "~300 (hi-lo);120 (lo-lo) km "               |
| U uporabi od | 2002.                                                     | Brzina                   | Mach 2,5 - 3,0                               |
| Ciljevi | veliki površinski brodovi, kopneni ciljevi                | Podsustavi               |                                              |
| | razarači klase SOVREMENIJ                                 | Propulzija               | Ramjet, čvrsto gorivo                        |
| Platforme | podmornice klase Kilo                                     | Glavni motor             | Plamya mlazni motor                          |
| | "bombarderi TU-22M Backfire; helikopteri Ka-31 itd"       | Nosivost                 | 1 x BG do 250 kg                             |
| Proizvedeno | > 280 komada (2001.)                                      | Bojna glava              | 200-250 HE SAP, nuklearno (?)                |
| Konstruktor | NPO Mashinostroenija (ex-Chelomei OKB)                    | Vođenje                  | Inercijalno, radarsko-pasivno, DSCP** za LAM |
| "* Težina rakete 3000 kg; 3900 kg s lansirnim kontejnerom; 3000 kg zračno lansiranje; 3870 površinsko lansiranje" |                                                           |                          |                                              |
| ** DSCP = Digital Scene Image Mapping for Land Attack Mission                                                     |                                                           |                          |                                              |

## Vanjske oveznice
- U Hrvatskom vojniku  Arhivirana inačica izvorne stranice od 20. svibnja 2007. (Wayback Machine)
- warfare.ru